# Atelopsycha
Atelopsycha é um gênero de mariposa pertencente à família Acrolophidae.